# 新谷珠恵
新谷 珠恵（しんたに たまえ）は、日本の教育学者。社団法人東京都小学校PTA協議会会長。

## 人物
お茶の水女子大学文教育学部卒。都内中学教諭を経験後渡米して海外での教育活動に携わる。帰国後は社会福祉法人内教育研究所相談室専門相談員及びボランティアコーデイネーターとして活動し、その後、東京都小学校PTA協議会において平成16年度に理事、平成17年度に副会長を歴任し、平成18年度から平成21年度現在まで会長を務める。（但し平成20年度から役員名簿の記述から、子供が学校に通学しているという意味での現役のPTA会長ではなくなっている）
社会技術研究開発センターの研究開発領域である「犯罪からの子どもの安全」のマネジメントグループにも領域アドバイザーとして参画しており、子供を犯罪から如何にして守るかについて提言をしている。東京都青少年問題協議会委員も務めており、東京都青少年健全育成条例改正案の策定にも提言をしている。
未成年者に対する携帯電話のフィルタリング義務化にも積極的で「小学生からネット教育をすべき」との自論を展開しており、親は携帯電話を子供に持たせる場合は、意図しない使われ方がされないよう厳しく管理すべきという立場を取っている。「子どもたちのインターネット利用について考える研究会（子どもネット研）」委員も務めており、こちらにおいても先ず見守りや管理がし易いパソコンからネット利用を始め、携帯電話については子供の発達に応じて機能制限やフィルタリングをかけるべきと提言している。

## 批判
第28期東京都青少年問題協議会の第7専門部会及び第8専門部会において、従来の児童ポルノ禁止法の規制対象外であるアニメや漫画等の絵に対しても、幼児性被害を助長するとして規制すべき、憲法で保障された表現の自由、思想信条の自由が制限されても止むを得ないという趣旨の発言をし、ネット上で多くの批判を受けた。詳しくは東京都青少年問題協議会の項目を参照。その後、東京都小学校PTA協議会は2010年3月と6月に早期成立の要望書を提出し、表現の自由を危惧する意見に対して「子どもを守るよりも自分を守ることが大事だ、と言っていることに他ならない」と反論している。

## その他の活動
「子どもに万引をさせないシンポジウム」平成19年6月25日 - 青少年・治安対策本部にてパネリストとして参加

## 出演番組
東京サイト  (テレビ朝日) 子どものネット＆ケータイ事情 危険を防ぐルール作り (2009年8月4日放送）